# NGC 246
NGC 246 sau Caldwell 56 (sau Nebuloasa Craniu) este o nebuloasă planetară din constelația Balena. Se află la o distanță de aproximativ 1 600 ani-lumină depărtare de Terra. Steaua centrală a nebuloasei este pitica albă HIP 3678. A fost descoperită în 27 noiembrie 1785 de către William Herschel. De asemenea, a fost observată încă o dată în 16 octombrie 1830 de către John Herschel.